# 祖埃努拉省
7°26′N 6°3′W / 7.433°N 6.050°W

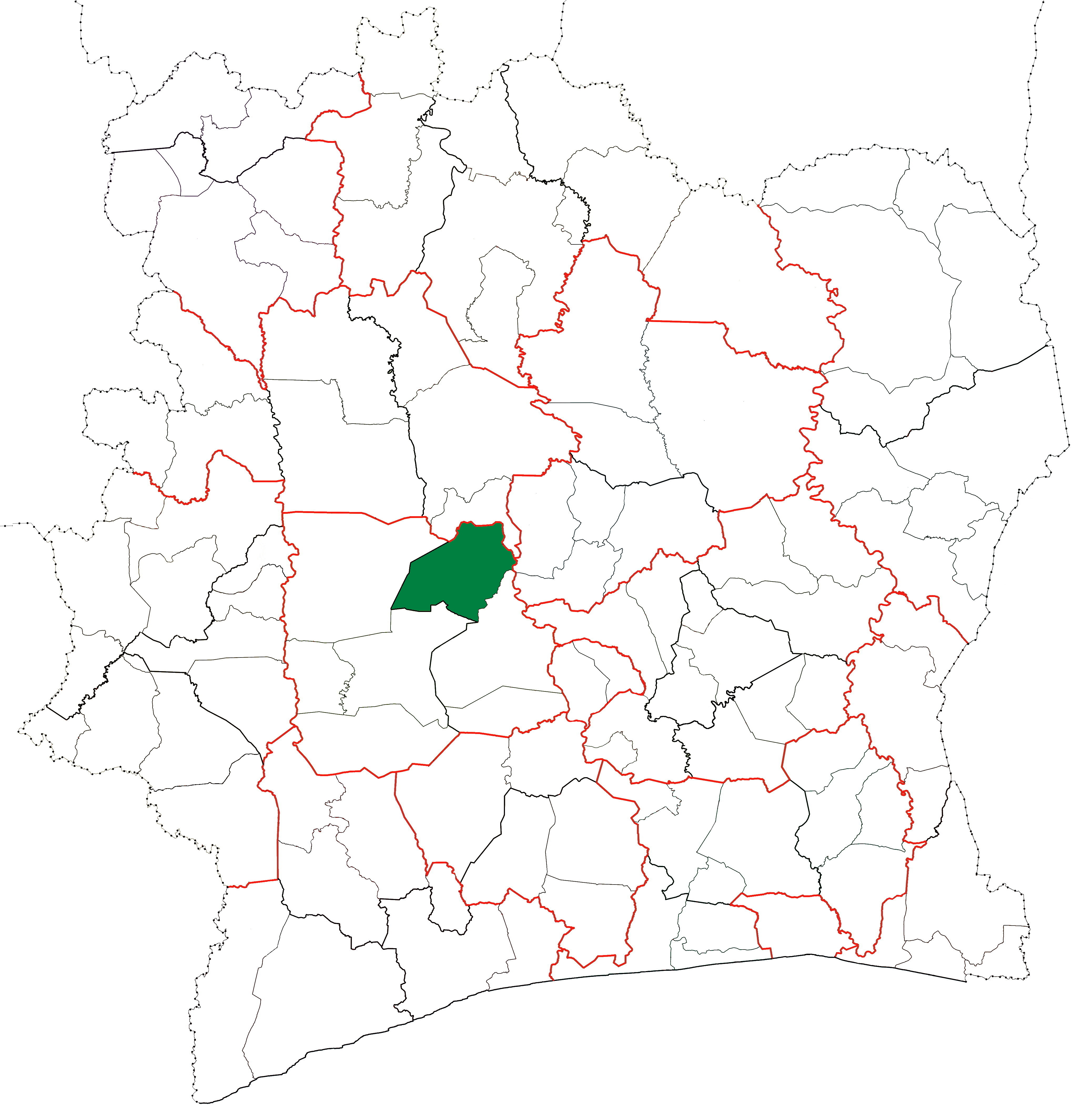

祖埃努拉省（Zuénoula Department），是科特迪瓦的省份，位於該國中部薩桑德拉-馬拉韋區，由馬拉韋區負責管轄，成立於1980年，面積3,252平方公里，2014年人口214,646，人口密度每平方公里66人。